# Prefiksna gramatika
U računarstvu, prefiksna gramatika je gramatika srodna formalnim gramatikama, u kojoj se nizovi znakova (stringovi) grade iz skupa baznih nizova znakova neprekidnom zamjenom prefiksa. Prefiksne gramatike opisuju točno sve regularne jezike.

## Formalna definicija
Prefiksna gramatika G je uređena trojka {\displaystyle (\Sigma ,S,P)} gdje je
- {\displaystyle \Sigma } konačna abeceda
- S konačan skup baznih nizova znakova nad abecedom {\displaystyle \Sigma }
- P skup produkcija oblika {\displaystyle u\to v}, gdje su u i v nizovi znakova nad {\displaystyle \Sigma }.

Svaka produkcija {\displaystyle u\to v} se može primijeniti samo na niz znakova oblika uw.

## Primjer
Jednostavna prefiksna gramatika definirana na sljedeći način:
- {\displaystyle \Sigma =\left\{{0,1}\right\}}
- {\displaystyle S=\left\{{01,10}\right\}}
- {\displaystyle P=\left\{0\to 010,10\to 100\right\}}

generira jezik definiran sljedećim regularnim izrazom:
{\displaystyle 01(01)^{*}\cup 100^{*}}